# 沪粤卧铺动车组列车
- 關於行驶路径、等级相同但不设卧铺的列车，請見「沪深动车组列车」。
- 關於主要沿京港高速线行驶的高速动车组列车，請見「沪深高速动车组列车」。

沪粤卧铺动车组列车是中国铁路运行于直辖市上海市及广东省广州市、珠海市、佛山市和惠州市的普通动车组列车，现每日共开行4对列车，列车客运乘务由上海局集团上海客运段、广州局集团广州客运段担当。

## 历史
此系列列车于2015年1月1日首次开行，共开行4对，其中上海虹桥往来深圳北2对、上海虹桥往来广州南2对。列车起初每周安排开行6天（逢周四停运），一直至3月15日结束。2015年3月20日起，沪粤卧铺动车组列车调整开行安排，由每周开行6天改为每周开行4天（即逢周五、周六、周日、周一开行，其余时间不开行），此安排一直沿用至今。
2016年9月10日起，为配合铁路调图，D905/906次经京沪铁路、沪昆铁路、虹封联络线延伸至上海站始发终到。
2017年1月，为方便珠海市民沿线出游及外地人士到珠海旅游安居，D941/944、D942/943次列车经广珠城际铁路延伸至珠海站始发终到。
2018年7月1日，因应深湛铁路江湛段开通，D931/934、D933/932次延伸至湛江西站始发终到。但在2019年7月10日，该列车又缩短至广州南站始发终到。
为配合2019冠状病毒病疫情防控工作，2020年1月29日至2月24日，D931/934、D933/932次列车停运。
2020年7月3日，因應滬蘇通鐵路開通，D905/906次延伸至南通站始发终到，車次更改為D918/915、D916/917次。該班次於2021年6月起恢復上海虹橋站始發終到。
2022年1月14日，因應贛深客運專線開通，D905次延伸至東莞南站終到，車次更改為D913/912次。回程班次D906次維持不變。但该对列车自同年10月11日起停运。
2023年7月1日起，D931/934、D933/932次、D935/938、D937/936次列车计2对运营模式调整为上海局、广州局共同担当（每周日、五开D931/934次、D935/938次，每周一、六开D933/932次、D937/936次由上海局担当；每周一、六开D931/934次、D935/938次，每周日、五开D933/932次、D937/936次由广州局担当）。同时增开上海虹桥~深圳北D907/908次列车，也按上海局、广州局共同担当的模式执行。
2024年6月15日，D907/908次列车延长至香港西九龍站，成为沪港卧铺动车组列车。。
2025年1月5日，全國鐵路實施新運行圖，原上海～東莞南（惠州北）D913/912、D906次列車延長至惠州北站始發終到，其中D906次列車車次調整爲D911/914次。

## 列车编组

### 和谐号CRH2E型电力动车组
逢周六、周一上海虹桥站开D931/934次、D935/938次，周五、周日佛山西开D933/932次、广州南站开D937/936次列车使用配属广州局集团深圳动车运用所的CRH2E。
| 车厢编号 | 1           | 2－7      | 8       | 9－15     | 16          |
| 车型     | ZE 二等座车 | WR 软卧车 | CA 餐车 | WR 软卧车 | ZE 二等座车 |

### 和谐号CRH1E型电力动车组

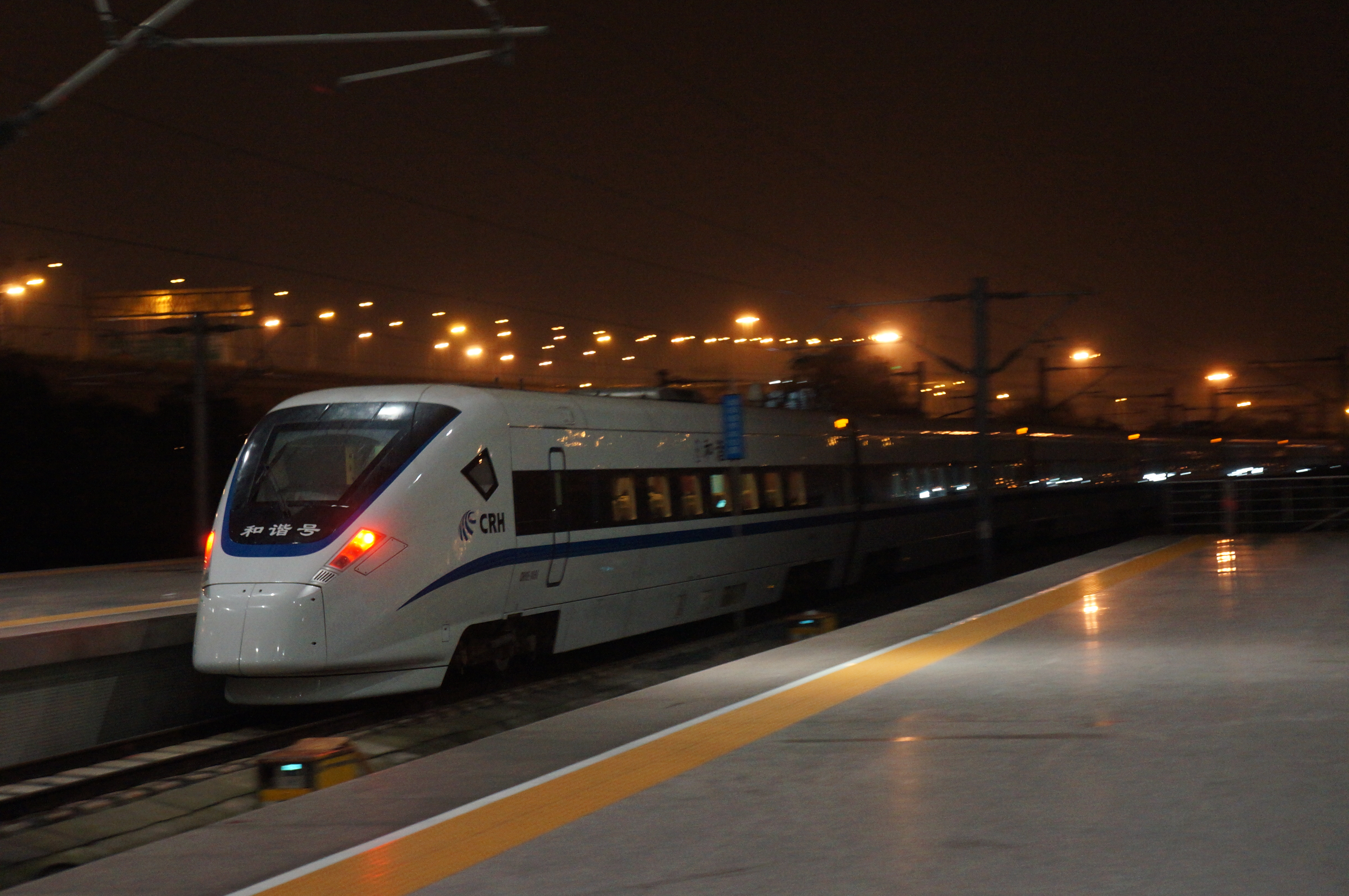
D941次列车驶出上海虹桥站

其余班次使用配属上海局集团上海南翔动车运用所的CRH1E。
| 车厢编号 | 1           | 2-8       | 9       | 10            | 11-15     | 16          |
| 车型     | ZE 二等座车 | WR 软卧车 | CA 餐车 | WG 高级软卧车 | WR 软卧车 | ZE 二等座车 |

### 列车服务
此系列列车实行乘务员每15分钟巡视制度，每个软卧席位提供独立液晶电视、独立调节空调和独立电源插座，同时提供阅读灯、衣架、一次性拖鞋和耳机。餐饮方面，列车的餐车服务实行全程值班，同时免费为搭乘卧铺的旅客供应餐盒。

## 票价
此系列列车实行三种浮动票价，包括平日票价、周末票价和节假日票价，其中节假日票价较其他时段稍贵。